# Robert Koren
Robert Koren (født 20. september 1980 i Radlje ob Dravi, Jugoslavien) er en slovensk fodboldspiller, der spiller som midtbanespiller hos Dravograd. Han har tidligere spillet for blandt andet norske Lillestrøm samt engelske West Bromwich Albion & Hull City.

## Landshold
Koren nåede i sin tid som landsholdsspiller at spille 61 kampe og score 5 mål for Sloveniens landshold, som han debuterede for i 2003. Han var en del af landets trup til VM i 2010 i Sydafrika.

## Personlige liv
Koren er gift og har to sønner og en datter, Nal, Tian og Nia Koren.